# Estación de ferrocarril Lev HaMifratz

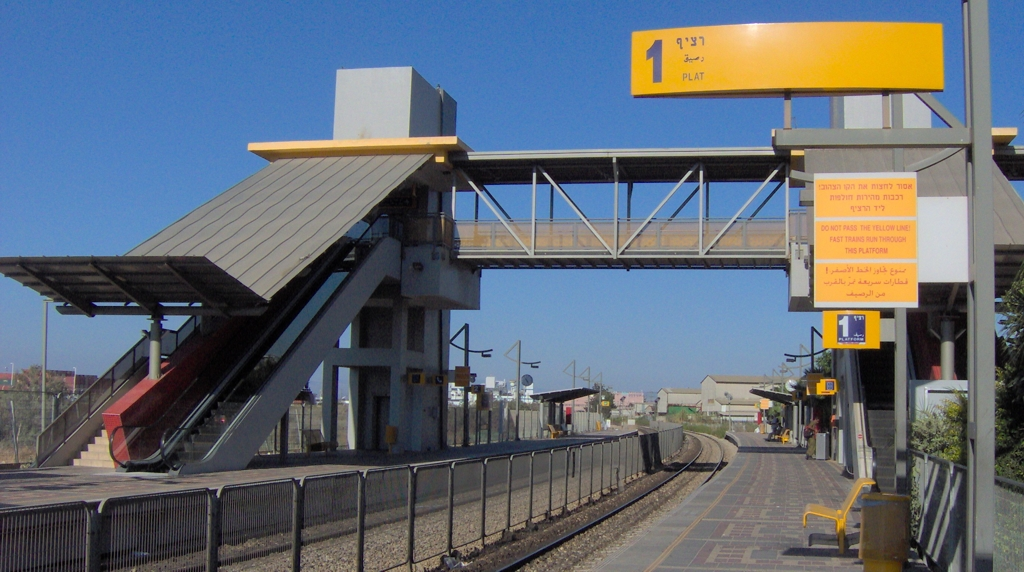
Estación de tren de Haifa Lev HaMifratz: vista desde el interior.

La Estación de ferrocarril Lev HaMifratz (en hebreo: תחנת הרכבת לב המפרץ‎, Tahanat HaRakevet Lev HaMifratz) se encuentra situada en la ciudad de Haifa, Israel, con entrada a través del Kanion Lev HaMifratz (en hebreo: קניון לב המפרץ‎, Centro de compras Corazón de la Bahía), uno de los mayores centros comerciales de la ciudad.

## Localización
La estación, una de las seis dentro de las fronteras municipales de Haifa, está situada en la Línea Ferroviaria Costera y se encuentra en el sector sur de la zona industrial de la Bahía de Haifa. Es una de las dos estaciones de tren que sirven la zona industrial de la Bahía de Haifa (la otra es Hutzot HaMifratz), aunque es mucho más importante en términos de número de pasajeros y trenes que la sirven. 

## Historia
La estación fue construida durante el verano de 2001 y fue inaugurada oficialmente el 8 de octubre de ese mismo año, siendo la primera estación de trenes públicos cuya construcción fue financiada en su totalidad por una empresa privada (el centro comercial adyacente). La entrada a la estación solo es posible a través de un puente ubicado en el segundo piso del centro comercial, donde hay un pequeño edificio de la estación. .
Durante la Segunda Guerra del Líbano en 2006 los servicios de la estación fueron suspendidos el 16 de julio de 2006, después de que una artillería de cohetes Katiusha fuera disparada por la banda Hezbolá, asesinando a 8 trabajadores de Israel Railways. El servicio fue restaurado 29 días después, el 14 de agosto, dos días después de que el alto el fuego entrara en vigor.

## Conexiones de transporte público
La Estación de ferrocarril Lev HaMifratz se encuentra a unos 300 metros de la Estación Central de Autobuses HaMifratz, lo que constituye la puerta de entrada a Haifa desde el norte de Israel. Es la terminal para todas las líneas de autobuses operadas por Egged entre Haifa y sus suburbios del norte, así como otras ciudades del norte del país.